# Spiophanes bombyx
Spiophanes bombyx är en ringmaskart som först beskrevs av Jean Louis René Antoine Édouard Claparède 1870.  Spiophanes bombyx ingår i släktet Spiophanes och familjen Spionidae. Arten är reproducerande i Sverige. Inga underarter finns listade i Catalogue of Life.